# Batalla de Kisaki
La batalla de Kisaki va ser un enfrontament entre les forces alemanyes i sud-africanes prop de la ciutat de Kisaki, en Àfrica Oriental Alemanya, entre el 7 i 11 de setembre de 1916.

## Antecedents
El 13 d'abril de 1914, Paul Emil von Lettow-Vorbeck va ser nomenat comandant militar de les forces colonials alemanyes, conegudes com a Schutztruppe (força de protecció), de l'Àfrica Oriental Alemanya.
Quan va esclatar la Primera Guerra Mundial a l'agost de 1914, va ignorar les ordres de Berlín i del seu governador Heinrich von Schnee, conscient que l'única possibilitat de victòria consistia en un bon atac contra les colònies dels aliats que envoltaven les possessions alemanyes, abans que estiguessin preparats per a repel·lir-lo, i va pendre la iniciativa d'atacar la ciutat britànica de Taveta.
Després de rebutjar l'atac del general Aitken en Tanga i Longido al novembre de 1914, va reunir les seves forces i es va traslladar per a atacar les comunicacions ferroviàries britàniques a l'est d'Àfrica, ajudant a Alemanya en la guerra amb l'esforç de destruir tantes tropes britàniques possibles a l'est d'Àfrica. Finalment Lettow-Vorbeck va aconseguir reunir una força d'uns 12.000 soldats, la majoria d'ells àscaris natius, dirigits per un cos d'oficials alemanys i àscaris altament motivats.
En 1916, Lettow-Vorbeck va poder atacar amb èxit la British Central Railway d'Uganda sense entrar en combat. Després que els britànics sortissin de Dar es Salaam es va retirar a les Muntanyes Uluguru, a una posició que podia defensar més fàcilment. Lettow-Vorbeck va decidir mantenir la seva posició allà per a poder enviar primer els subministraments cap al sud abans d'anar-hi amb la seva força principal.
El general Jan Smuts va separar la 3a Divisió d'Infanteria (dirigida per Coen Brits) i la 1a Brigada Muntada (comandada per Nussey), de la força principal per a enviar-les a la Central Railway, i va planejar que la divisió muntada flanquejaria a les forces alemanyes mentre que la divisió d'infanteria atacaria a l'enemic, però no va tenir en consideració el terreny accidentat.

## Batalla
La Schutztruppen va preparar posicions defensives fora de la ciutat de Kisaki. 200 soldats estaven estacionats al voltant de la ciutat, 1.000 van ser mantinguts com a reserva mòbil cap a l'oest, mentre que altres 1.000 van ser mantinguts en reserva a l'altra banda d'una muntanya.
El 7 de setembre de 1916, la 3a Divisió d'Infanteria va dur a terme un assalt frontal contra les posicions defensives dels alemanys. Els alemanys els van disparar amb l'artilleria de campanya i el canons de 100 mm rescatats del SMS Koenigsberg, enfonsat durant la batalla del delta del Rufiji.
La 1a Brigada Muntada va intentar maniobrar per a envoltar els flancs i assaltar les posicions alemanyes, però la dificultat del terreny i la pèrdua de l'enllaç de ràdio que els mantenia en contacte amb la 3a Divisió d'Infanteria va fer que arribessin el 8 de setembre. Les tropes de reserva de Lettow-Vorbecks estaven col·locades en una bona posició i van atacar a la cavalleria amb pistoles i fusells, i els sud-africans van ser derrotats.
Smuts va cancel·lar l'atac l'11 de setembre i va retirar les seves forces de la Central Railway.
El 14 de setembre, Lettow-Vorbeck va abandonar Kisaki i van marxar amb les seves forces cap al sud per a establir una nova base a Behobeho.